# Ceramius codoni
Ceramius codoni är en stekelart som beskrevs av Friedrich W. Gess 1997. Ceramius codoni ingår i släktet Ceramius och familjen Masaridae. Inga underarter finns listade.